# Mark van Bommel
Mark Peter Gertruda Andreas van Bommel zkráceně jen Mark van Bommel (* 22. dubna 1977, Maasbracht, Nizozemsko) je bývalý nizozemský defenzivní záložník. Profesionální kariéru ukončil v nizozemském klubu PSV Eindhoven. Byl znám svou tvrdou hrou často až za hranicí fair play, nebyly mu cizí ani ostré fauly s úmyslem zastavit za každou cenu protihráče. Website Inside World Soccer jej zařadil na 8. místo v žebříčku nečistě hrajících fotbalistů.
Za svou kariéru vyhrál celkem 8 titulů ve čtyřech evropských ligových soutěžích, čtyři s PSV Eindhoven v Eredivisie, dva s Bayernem Mnichov v německé Bundeslize, jeden s Barcelonou v Primera División a jeden s AC Milan v Serii A.

## Klubová kariéra
V letech 2001 a 2005 byl zvolen nizozemským fotbalistou roku, a v tomtéž roce přestoupil z PSV do FC Barcelona, kde se sice velmi dobře prezentoval, ale zřejmě kvůli obrovské konkurenci v týmu se o rok později stěhoval do Bayernu Mnichov. Zde se stal kapitánem. Poté byl členem AC Milan. Po vypršení smlouvy s AC Milan odchází zadarmo do PSV Eindhoven, kde jako kapitán týmu ukončil na konci sezóny 2012/13 kariéru. Poslední zápas odehrál v květnu 2013 proti FC Twente (porážka 1:3), byl v něm po druhé žluté kartě vyloučen ze hřiště. PSV skončil na druhém místě ligové tabulky za vítězným Ajaxem.

## Reprezentační kariéra
Mistrovství světa ve fotbale 2006 v Německu byl první velký turnaj, kterého se van Bommel účastnil, vinou zranění achillovky přišel o EURO 2004.

### EURO 2012
Mistrovství Evropy 2012 v Polsku a na Ukrajině se Nizozemsku vůbec nezdařilo. Ačkoli bylo po suvérénní kvalifikaci považováno za jednoho z největších favoritů, prohrálo v základní skupině B všechny tři zápasy (v tzv. „skupině smrti“ postupně 0:1 s Dánskem, 1:2 s Německem a 1:2 s Portugalskem) a skončilo na posledním místě. Van Bommel odehrál celé střetnutí proti Dánsku a první poločas s Německem.

## Přestupy
- - z Fortuna Sittard do PSV Eindhoven za 2 700 000 Euro
  - z PSV Eindhoven do FC Barcelona zadarmo
  - z FC Barcelona do FC Bayern Mnichov za 6 000 000 Euro
  - z FC Bayern Mnichov do AC Milán zadarmo
  - z AC Milán do PSV Eindhoven zadarmo

## Statistiky
| Sezóna  | Klub              | Liga             | Liga   | Liga | Ligové poháry | Ligové poháry | Ligové poháry | Kontinentální poháry | Kontinentální poháry | Kontinentální poháry | Celkem | Celkem |
| Sezóna  | Klub              | Soutěž           | Zápasy | Góly | Soutěž        | Zápasy        | Góly          | Soutěž               | Zápasy               | Góly                 | Zápasy | Góly   |
| ------- | ----------------- | ---------------- | ------ | ---- | ------------- | ------------- | ------------- | -------------------- | -------------------- | -------------------- | ------ | ------ |
| 1992/93 | Fortuna Sittard   | Eredivisie       | 1      | 0    | NP            | 0             | 0             | -                    | 0                    | 0                    | 1      | 0      |
| 1993/94 | Fortuna Sittard   | Eerste Divisie   | 13     | 0    | NP            | ?             | ?             | -                    | 0                    | 0                    | 13     | 0      |
| 1994/95 | Fortuna Sittard   | Eerste Divisie   | 31     | 7    | NP            | ?             | ?             | -                    | 0                    | 0                    | 31     | 7      |
| 1995/96 | Fortuna Sittard   | Eredivisie       | 27     | 0    | NP            | ?             | ?             | -                    | 0                    | 0                    | 27     | 0      |
| 1996/97 | Fortuna Sittard   | Eredivisie       | 19     | 0    | NP            | ?             | ?             | -                    | 0                    | 0                    | 19     | 0      |
| 1997/98 | Fortuna Sittard   | Eredivisie       | 31     | 1    | NP            | ?             | ?             | -                    | 0                    | 0                    | 31     | 1      |
| 1998/99 | Fortuna Sittard   | Eredivisie       | 31     | 5    | NP            | 4             | 0             | Int.                 | 4                    | 0                    | 39     | 5      |
| 1999/00 | PSV Eindhoven     | Eredivisie       | 33     | 6    | NP            | 1             | 0             | LM                   | 5                    | 0                    | 39     | 6      |
| 2000/01 | PSV Eindhoven     | Eredivisie       | 32     | 7    | NP+NS         | 4+1           | 0             | LM+UEFA              | 6+5                  | 2+0                  | 48     | 9      |
| 2001/02 | PSV Eindhoven     | Eredivisie       | 23     | 4    | NP+NS         | 3+1           | 0             | LM+UEFA              | 2+5                  | 0+2                  | 34     | 6      |
| 2002/03 | PSV Eindhoven     | Eredivisie       | 28     | 9    | NP+NS         | 3+1           | 0             | LM                   | 5                    | 0                    | 37     | 9      |
| 2003/04 | PSV Eindhoven     | Eredivisie       | 23     | 6    | NP+NS         | 1+1           | 0+1           | LM+UEFA              | 2+6                  | 0+1                  | 33     | 8      |
| 2004/05 | PSV Eindhoven     | Eredivisie       | 30     | 14   | NP            | 4             | 3             | LM                   | 14                   | 2                    | 48     | 19     |
| 2005/06 | FC Barcelona      | Primera División | 24     | 2    | ŠP+ŠS         | 3+1           | 1+1           | LM                   | 9                    | 1                    | 37     | 4      |
| 2006/07 | FC Bayern Mnichov | Bundesliga       | 29     | 6    | NP            | 3             | 1             | LM                   | 8                    | 1                    | 40     | 8      |
| 2007/08 | FC Bayern Mnichov | Bundesliga       | 27     | 2    | NP+NLP        | 6+2           | 0             | UEFA                 | 13                   | 1                    | 48     | 3      |
| 2008/09 | FC Bayern Mnichov | Bundesliga       | 29     | 2    | NP            | 3             | 0             | LM                   | 9                    | 1                    | 41     | 3      |
| 2009/10 | FC Bayern Mnichov | Bundesliga       | 25     | 1    | NP            | 5             | 0             | LM                   | 10                   | 1                    | 40     | 2      |
| 2010/11 | FC Bayern Mnichov | Bundesliga       | 13     | 0    | NP+NS         | 2+0           | 0             | LM                   | 3                    | 0                    | 18     | 0      |
| 2011    | AC Milán          | Serie A          | 14     | 0    | IP            | 2             | 0             | -                    | 0                    | 0                    | 16     | 0      |
| 2011/12 | AC Milán          | Serie A          | 25     | 0    | IP+IS         | 2+1           | 0             | LM                   | 6                    | 0                    | 34     | 0      |
| 2012/13 | PSV Eindhoven     | Eredivisie       | 28     | 6    | NP+NS         | 3+1           | 1+0           | EL                   | 3                    | 1                    | 39     | 6      |
| Celkově | Celkově           | Celkově          | 536    | 78   | -             | 58+           | 7+            | -                    | 115                  | 13                   | 705+   | 98+    |

## Trenérská statistika
| Sezóna  | Klub          | Liga       | Liga   | Liga  | Liga   | Liga   | Liga             | Ligové poháry | Ligové poháry | Ligové poháry | Ligové poháry | Ligové poháry | Ligové poháry | Kontinentální poháry | Kontinentální poháry | Kontinentální poháry | Kontinentální poháry | Kontinentální poháry | Kontinentální poháry | Celkem | Celkem | Celkem | Celkem |
| Sezóna  | Klub          | Soutěž     | Zápasy | Výhry | Remízy | Prohry | Umístění         | Soutěž        | Zápasy        | Výhry         | Remízy        | Prohry        | Úspěch        | Soutěž               | Zápasy               | Výhry                | Remízy               | Prohry               | Úspěch               | Zápasy | Výhry  | Remízy | Prohry |
| ------- | ------------- | ---------- | ------ | ----- | ------ | ------ | ---------------- | ------------- | ------------- | ------------- | ------------- | ------------- | ------------- | -------------------- | -------------------- | -------------------- | -------------------- | -------------------- | -------------------- | ------ | ------ | ------ | ------ |
| 2018/19 | PSV Eindhoven | Eredivisie | 34     | 26    | 5      | 3      | Stříbrná medaile | NP+NS         | 2+1           | 1             | 0+1           | 1             | -             | LM                   | 8*                   | 2*                   | 2*                   | 4*                   | -                    | 45     | 29     | 8      | 8      |
| 2019/20 | PSV Eindhoven | Eredivisie | 17     | 9     | 4      | 4      | propuštěn v 12   | NP+NS         | 0+1           | 0             | 0             | 0+1           | -             | LM+EL                | 2*+10                | 1*+5                 | 0+3                  | 1*+2                 | -                    | 30     | 15     | 7      | 8      |
| Celkově | Celkově       | Celkově    | 51     | 35    | 9      | 7      | -                | -             | 4             | 1             | 1             | 2             | -             | -                    | 20                   | 8                    | 5                    | 7                    | -                    | 75     | 44     | 15     | 16     |

Poznámky
- i s předkolem.

## Úspěchy

### Klubové
- 4× vítěz nizozemské ligy (1999/00, 2000/01, 2002/03, 2004/05)
- 1× vítěz španělské ligy (2005/06)
- 2× vítěz německé ligy (2007/08, 2009/10)
- 1× vítěz italské ligy (2010/11)
- 1× vítěz nizozemského poháru (2004/05)
- 2× vítěz německého poháru (2007/08, 2009/10)
- 1× vítěz německého ligového poháru (2007)
- 4× vítěz nizozemského superpoháru (2000, 2001, 2003, 2012)
- 1× vítěz španělského superpoháru (2006)
- 1× vítěz německého superpoháru (2010)
- 1× vítěz italského superpoháru (2011)
- 1× vítěz Ligy mistrů (2005/06)

### Reprezentační
- 2× na MS (2006, 2010 – stříbro)
- 1× na ME (1996, 2012)
- 2× na ME U21 (1998, 2000)

### Individuální
- 2× nizozemský fotbalista roku (2001, 2005)[1][8][9]
- 1× talent roku (1999)